# Kolonica
Kolonica (in ungherese Kiskolon, in tedesco Klein-Koloniendorf o Glansdorf, in ruteno Kolonycja) è un comune della Slovacchia facente parte del distretto di Snina, nella regione di Prešov.
Kolonica viene menzionato per la prima volta nel 1567 con il nome di Klanica, come feudo della Signoria di Humenné. Tuttavia le sue origini sono molto più antiche in quanto si sa che coloni Sassoni vennero insediati nella località nel Medioevo. Nel XVII secolo passò ai Szirmay, nobile famiglia comitale originaria della Voivodina, e poi ai Lobkowitz, provenienti dalla Boemia. Dal 1939 al 1944 venne annesso dall'Ungheria.